# Kunszentmiklós
Kunszentmiklós (deutsch Sankt Niklas) ist eine Stadt und Verwaltungssitz des gleichnamigen Kleingebiets im Komitat Bács-Kiskun etwa 60 Kilometer südlich von Budapest in Ungarn. Die Bevölkerungszahl beträgt knapp 9.000 Einwohner (Stand 2010) auf einer Fläche von 172,11 km².

## Partnerstädte
- Cristuru Secuiesc  Rumänien
- Blumberg  Deutschland
- Skorenovac  Serbien

## Persönlichkeiten
- József Thury (1861–1906), Sprachwissenschaftler und Turkologe

## Weblinks

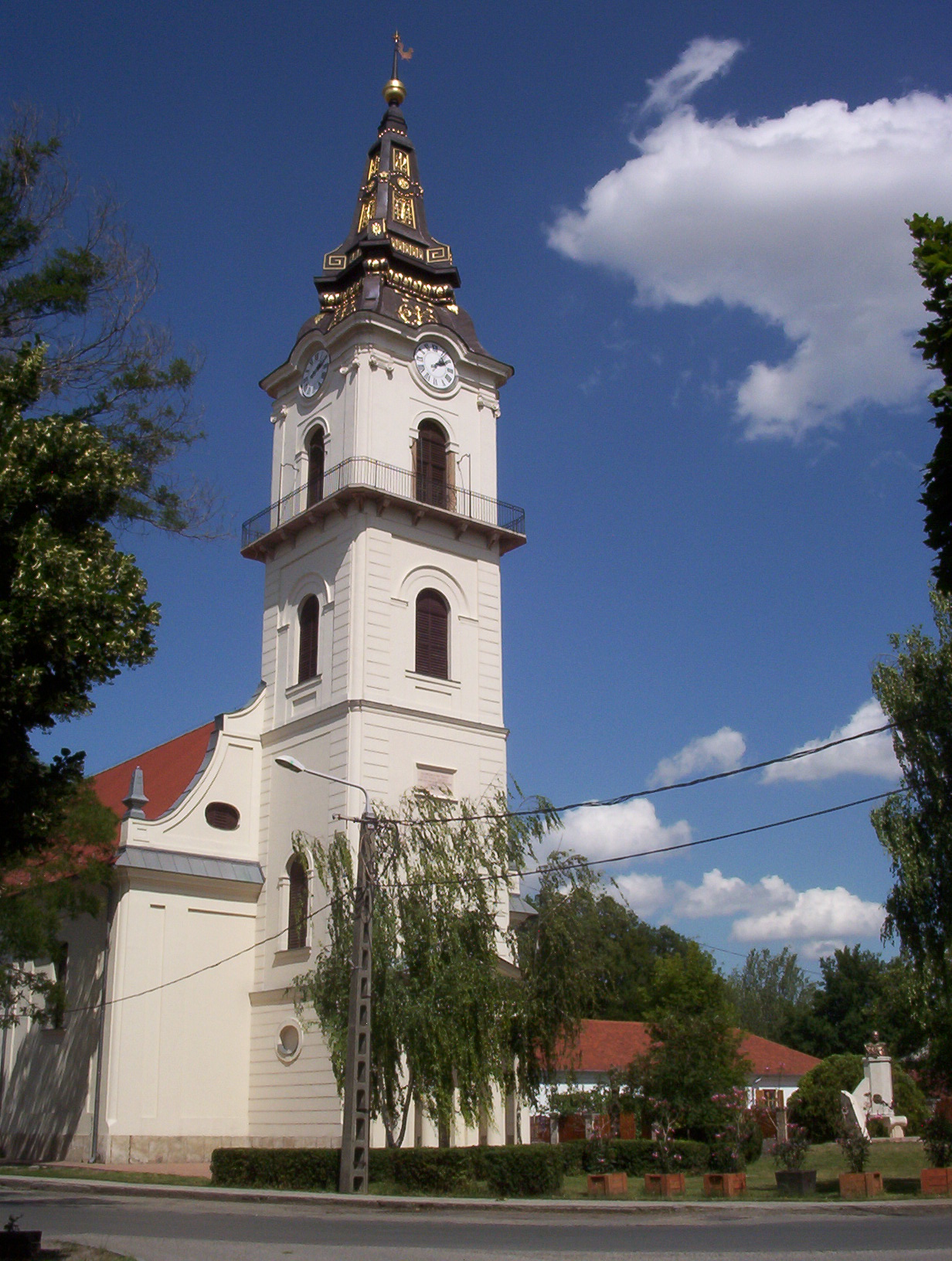
Reformierte Kirche in Kunszentmiklós